# Шершні (Жмеринський район)
Ше́ршні —  село в Україні, у Барській міській громаді Жмеринського району Вінницької області. 

## Географія
Село розташоване на правому березі річки Рів.

## Історія
Точна дата заснування села невідома, але, ймовірно, воно існує з шістнадцятого століття.
1622 року польський король Сигізмунд ІІІ передав велике на той момент село(в Шершнях проживало 190 чоловік, що тоді вважалося великою кількістю населення для села) в управління домініканському монастирю міста Бар. В селі тоді навіть була православна церква, а мешканці були православними.
Під час Руїни чимало сіл колишнього Барського району були спустошені. В переписі за 1661 рік Шершні також вказані спорожнілими. В 1667 року село було передане ордену францисканців.
Після захоплення Поділля Османською імперією, Шершні входили до складу Подільського еялету(адміністративна одиниця в Османській імперії). На той час село залишалось незаселеним
12 червня 2020 року, відповідно до Розпорядження Кабінету Міністрів України № 707-р «Про визначення адміністративних центрів та затвердження територій територіальних громад Вінницької області», увійшло до складу Барської міської громади.
19 липня 2020 року, в результаті адміністративно-територіальної реформи та ліквідації Барського району, село увійшло до складу Жмеринського району.